# Elysius joiceyi
Elysius joiceyi là một loài bướm đêm thuộc phân họ Arctiinae, họ Erebidae.